# Futbol'nyj Klub Šinnik
Il Futbol'nyj Klub Šinnik (in russo Футбольный клуб Шинник?), noto anche come Šinnik Jaroslavl', è una società calcistica russa con sede nella città di Jaroslavl'.  Milita nella Pervaja Liga, la seconda divisione del campionato russo di calcio.

## Storia
Il club venne fondato nel 1957 come Dynamo Jaroslavl', per poi assumere la denominazione attuale nel 1960. Durante gli anni dell'Unione Sovietica, il club non raggiunse alcun risultato degno di nota.
Nella stagione 1992 fu tra i fondatori della Prem'er-Liga, ma venne immediatamente retrocesso in seconda divisione. Ritornato nella massima serie nel 1997, vi rimase fino al termine della stagione 2003, quando venne nuovamente retrocesso. È ritornato in Prem'er-Liga nel 2008, ma è subito retrocesso nella categoria inferiore.

## Strutture

### Stadio
Disputa le partite interne nello Stadio Šinnik, dalla capienza di 26.000 spettatori.

## Palmarès

### Competizioni nazionali
- PFN Ligi: 2

2001, 2007
- Pervaja Liga: 1

1963
- Vtoraja Liga: 1

1970 (Zona 2)
- Vtoraja liga Rossii: 1

2021-2022

### Altri piazzamenti
- Coppa di Russia:

Semifinalista: 2003-2004, 2017-2018
- Kubok Prem'er-Liga:

Semifinalista: 2003
- PFN Ligi:

Secondo posto: 1996

## Organico

### Rosa 2019-2020
| N. |                   | Ruolo | Calciatore             |
| -- | ----------------- | ----- | ---------------------- |
| 1  | Russia (bandiera) | P     | Stanislav Antipin      |
| 2  | Russia (bandiera) | D     | Konstantin Shcherbakov |
| 3  | Russia (bandiera) | D     | Valeri Tskhovrebov     |
| 4  | Russia (bandiera) | D     | Yevgeni Steshin        |
| 5  | Russia (bandiera) | C     | Vjačeslav Zinkov       |
| 7  | Russia (bandiera) | C     | Aleksei Pugin          |
| 8  | Russia (bandiera) | C     | Oleg Kozhemyakin       |
| 9  | Russia (bandiera) | A     | Eldar Nizamutdinov     |
| 10 | Russia (bandiera) | C     | Ivan Oleynikov         |
| 11 | Russia (bandiera) | C     | Timur Pukhov           |
| 13 | Russia (bandiera) | C     | Nikita Drozdov         |
| 15 | Russia (bandiera) | C     | Dmitri Samoylov        |
| 16 | Russia (bandiera) | P     | Dmitri Yashin          |
| 17 | Russia (bandiera) | D     | Nikolai Pokidyshev     |

| N. |                   | Ruolo | Calciatore             |
| -- | ----------------- | ----- | ---------------------- |
| 20 | Russia (bandiera) | C     | Aleksandr Ektov        |
| 22 | Russia (bandiera) | A     | Sergej Samodin         |
| 27 | Russia (bandiera) | C     | Vasili Aleynikov       |
| 28 | Russia (bandiera) | D     | Artur Čërnyj           |
| 33 | Russia (bandiera) | D     | Viktor Patrashko       |
| 45 | Russia (bandiera) | C     | Anton Betyuzhnov       |
| 50 | Russia (bandiera) | D     | Nikolai Vovk           |
| 72 | Russia (bandiera) | C     | Igor Maslennikov       |
| 77 | Russia (bandiera) | A     | Albek Gongapshev       |
| 88 | Russia (bandiera) | C     | Michail Bakaev         |
| 94 | Russia (bandiera) | D     | Fyodor Pervushin       |
| 97 | Russia (bandiera) | P     | Yevgeni Goshev         |
| 98 | Russia (bandiera) | A     | Ilya Viznovich         |
| 99 | Russia (bandiera) | C     | Nikita Matskharashvili |

### Rosa 2018-2019
| N. |                   | Ruolo | Calciatore                |
| -- | ----------------- | ----- | ------------------------- |
| 1  | Russia (bandiera) | P     | Stanislav Antipin         |
| 2  | Russia (bandiera) | D     | Denis Magadiyev           |
| 3  | Russia (bandiera) | D     | Valeri Tskhovrebov        |
| 4  | Russia (bandiera) | D     | Yevgeni Steshin           |
| 8  | Russia (bandiera) | C     | Oleg Kozhemyakin          |
| 9  | Russia (bandiera) | A     | Eldar Nizamutdinov        |
| 10 | Russia (bandiera) | A     | Išchan Gelojan            |
| 11 | Russia (bandiera) | C     | Sergei Narylkov           |
| 13 | Russia (bandiera) | C     | Nikita Drozdov            |
| 14 | Russia (bandiera) | C     | Marat Shaymordanov        |
| 15 | Russia (bandiera) | C     | Dmitri Samoylov           |
| 16 | Russia (bandiera) | P     | Dmitri Yashin             |
| 17 | Russia (bandiera) | D     | Nikolai Pokidyshev        |
| 20 | Russia (bandiera) | D     | Andrej Gennadyevič Ivanov |
| 21 | Russia (bandiera) | C     | Vladislav Kamilov         |
| 22 | Russia (bandiera) | A     | Sergej Samodin            |

| N. |                   | Ruolo | Calciatore             |
| -- | ----------------- | ----- | ---------------------- |
| 27 | Russia (bandiera) | C     | Vasili Aleynikov       |
| 28 | Russia (bandiera) | C     | Elnur Musayev          |
| 32 | Russia (bandiera) | D     | Ivan Melnikov          |
| 43 | Russia (bandiera) | C     | Maksim Polyakov        |
| 57 | Russia (bandiera) | C     | Pavel Deobald          |
| 71 | Russia (bandiera) | C     | Yegor Yenin            |
| 72 | Russia (bandiera) | C     | Igor Maslennikov       |
| 73 | Russia (bandiera) | D     | Aleksei Ryuzov         |
| 74 | Russia (bandiera) | C     | Adlan Ismailov         |
| 75 | Russia (bandiera) | P     | Aleksandr Petrov       |
| 76 | Russia (bandiera) | A     | Nikita Demidov         |
| 77 | Russia (bandiera) | D     | Ilya Samoshnikov       |
| 79 | Russia (bandiera) | A     | Aleksei Gerasimov      |
| 94 | Russia (bandiera) | D     | Fyodor Pervushin       |
| 97 | Russia (bandiera) | P     | Yevgeni Goshev         |
| 99 | Russia (bandiera) | C     | Nikita Matskharashvili |